# Історія Непалу
Історія Непалу характеризується його ізольованим положенням у Гімалаях та його панівними сусідамі, Індією та Китаєм. Протягом майже всієї своєї історії Непал був незалежною країною, хоча у 15-18 ст. він був розділений на три незалежних частини. Потім він був об'єднаний в одне королівство.

## Давня історія
Писемна історія Непалу починалася з народу кіраті, які прийшли в 7 або 8 ст. до н. е. зі сходу. Крім того, що вони досягли успіху в обробці землі і носили довгі ножі, про них майже нічого не відомо. Непал був однією з перших країн де поширився буддизм — Будда та його учень Ананда відвідали долину Катманду і залишилися в Патані. Пізніше буддизм у цьому регіоні частково замінювався індуїзмом, що прийшов з північної Індії. Індуси принесли наявну кастову систему і класичні форми непальського мистецтва та архітектури.

## Середньовіччя

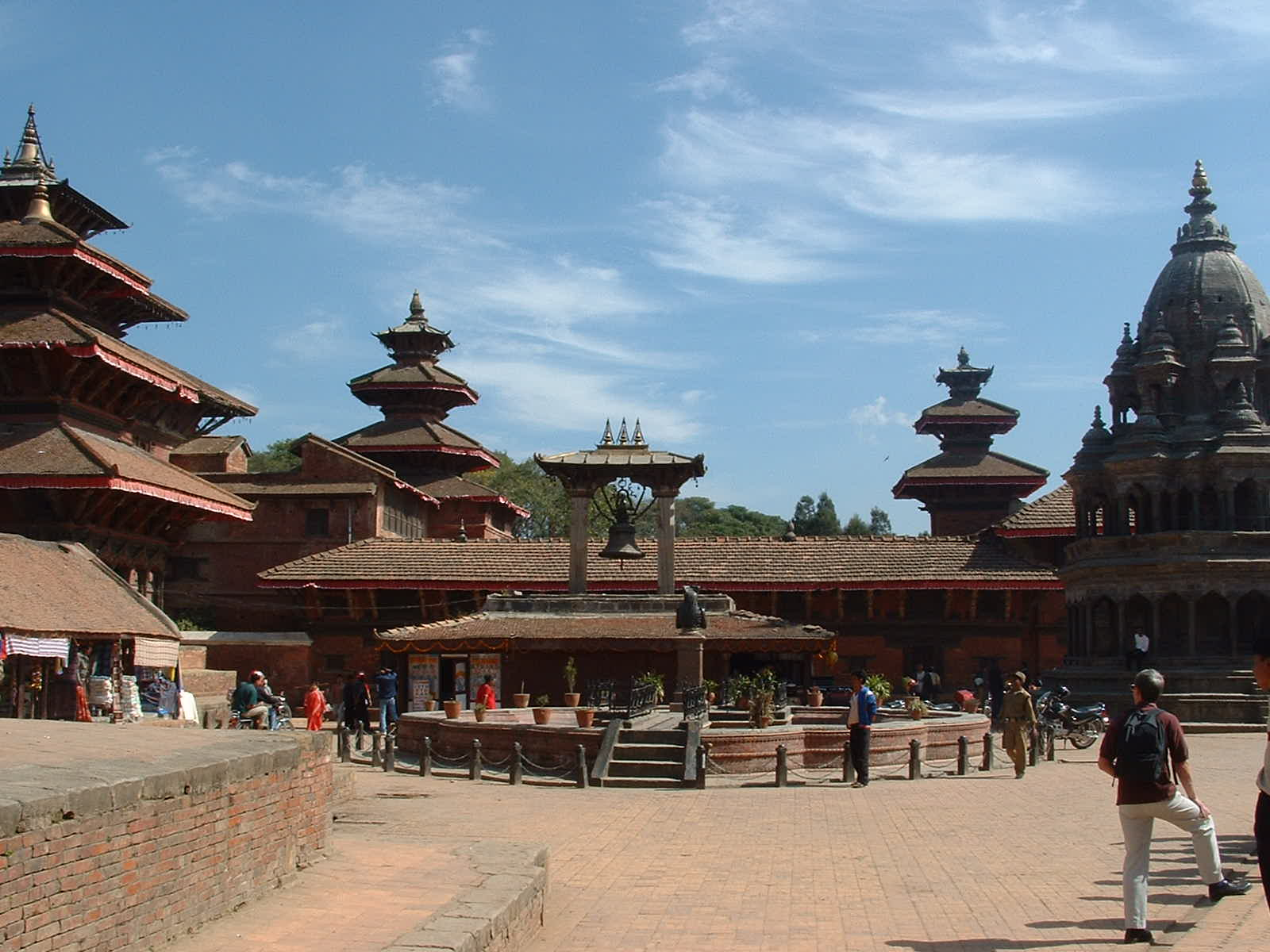
Патанські буддистські храми

з VIII по XI ст. до Непалу прямують буддисти, щоб уникнути примусової індуїзації. Аналогічний потік під тиском мусульман формують з XIV по XVII ст. індуси вищих каст з північно-індійських провінцій. Всі ці прибульці зайняли провідне суспільне положення у кількох дрібних князівствах, що існували в Малих Гімалаях. Серед них наймогутнішим стало Горкха, розташоване безпосередньо на заході від долини Катманду. З цього скромного гірського району династія Шах, що закріпилася там і пращури якої походили з касти воїнів, здійснювали територіальну експансію в різних напрямках. Вона встановила інтенсивні торгові, релігійні і політичні зв'язки з новою тибетською династією, що запанувала в Лхасі. Приблизно в 639 р. тибетський монарх одружився з дочкою непальського государя Бри-Цтун. Цей шлюб сприяв поширенню буддизму в північному Непалі і Тибеті і зміцненню економічних відносин між країнами.

## 18 ст

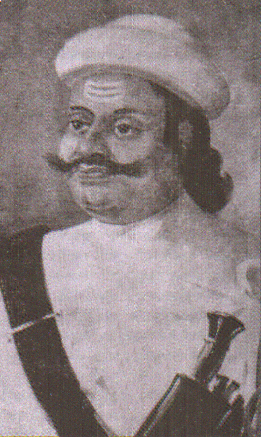
Kalu Pande, Commander-in-Chief of King Прітхві Нараян Шах of Gorkha Kingdom

У другій половині 18 ст. правитель князівства Горкха Прітхві Нараян Шах, скориставшись міжусобними розбратами володарів долини Катманду, зміг захопити її. Армія гуркхів підкорила територію, що виходить далеко за межі сучасного Непалу. Однак її вторгнення до Тибету було зупинене тибетськими і китайськими військами в 1792 р., а просування на південь — збройними силами британської Ост-Індської кампанії у 1816 році. За Сегаулійським договором, Непал був змушений поступитися британцями своїми західними землями, районом тераїв і частиною Сіккіма, якими непальці заволоділи раніше. Договір передбачав також постійне перебування британського резидента в Катманду.

## 19 ст

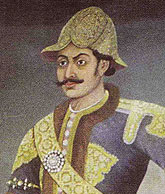
Prime Minister Bhimsen Thapa who administered Nepal between 1806 to 1837 AD

Перша половина 19 ст. визначалася суперництвом провідних феодальних родів. Кульмінацією стало піднесення у 1840-х роках сімейства Рана, впливовий представник якого Джанг Бахадур Рана, що користувався підтримкою армії, був оголошений прем'єр-міністром. При ньому непальські війська здійснили вдалу вилазку до Тибету, який за угодою 1854 року зобов'язався виплачувати Непалу щорічну данину. У 1857—1858 рр. Джанг Бахадур очолив непальський військовий контингент, що брав участь у придушенні повстання сипаїв в Індії. У нагороду Непалу було повернено частину втрачених у 1816 р. територій, включаючи район тераїв. При Джанг Бахадурі король передав йому всі права на управління державою і подарував титул магараджі. Джанг Бахадур зумів також зробити посаду прем'єр-міністра спадковою, яку старійшини сім'ї Рана обіймали надалі протягом майже ста років, перетворивши короля на чисто номінальну фігуру. Рана навмисно прагнули ізолювати Непал від іншого світу, але зміцнювали відносини з британською владою в Індії і далай-ламою в Тибеті.

## 20 ст

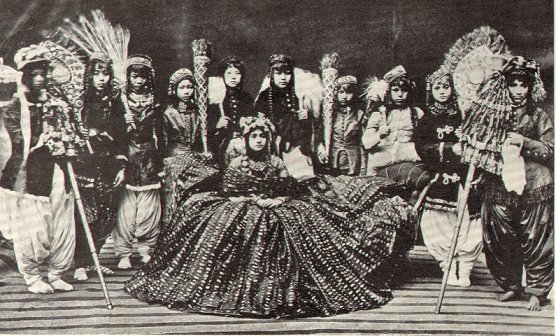
Рані, королева Непалу (1920)

Опозиція до влади сімейства Рана наростала в 1940-х роках, оскільки демократичний рух у незалежній Індії почав впливати і на Непал.
У 1950 році стався палацовий переворот, здійснити який допомогли непальці, що знаходилися в еміграції на території Індії. У результаті Рана були відсторонені від правління, і король перетворився на повноправного монарха. Був створений багатопартійний уряд, але король Махендра через деякий час вирішив, що тим самим звужуються його прерогативи. У 1959 р. була обнародувана демократична за формою конституція, яка, однак, зберегла всі основні привілеї глави держави.
У 1960 р. відбулися вибори до новоствореної Національної асамблеї, на яких партія поміркованих Непальський конгрес несподівано завоювала більшість депутатських мандатів. Її лідер Б. П. Коїрала обійняв посаду прем'єр-міністра. Наприкінці 1960 р. Махендра виказав своє незадоволення політичною й економічною діяльністю уряду, після чого Непальський конгрес був розпущений, а Коїрала заарештований. Влада повністю перейшла до рук короля. На зміну парламенту прийшла система панчаятів. Непальський конгрес спробував силою відновити колишній стан справ, але багато його лідерів були ув'язнені, а більшості довелося зникнути в Індії. Там вони приступили до реорганізації партійних структур, спираючись на великі громади етнічних непальців у штатах Західна Бенгалія, Біхар і Уттар-Прадеш.
У 1962 р. вступила в дію нова Конституція, що внесла деякі зміни до системи панчаятів. У 1960-х роках король Махендра висунув кілька програм економічних перетворень, посилив самостійність місцевих органів самоврядування й амністував у 1968 р. політичних в'язнів. Однак діяльність політичних партій була заборонена, і всі рішення приймалися автократичним шляхом. У середині 1960-х років була проведена аграрна реформа з метою передати землі великих поміщиків селянам, але на практиці вона охопила дуже незначну частину територій. Все це не сприяло популярності системи панчаятів серед населення країни.
Махендра помер у 1972 році. Успадкував престол та був коронований його старший син Бірендра. Спочатку він вжив заходів з демократизації управління країною, але без помітного перерозподілу владних повноважень. Потім, під тиском виступів студентів і вуличних демонстрацій у містах, Бірендра призначив у 1980 р. референдум з питання про майбутнє системи панчаятів. Згідно з офіційними даними, 55 % електорату висловилися за її збереження, 45 % — проти, але насправді співвідношення голосів було майже рівним. Король відновив парламент, але не дозволяв діяльність політичних партій.
У лютому 1990 р. Непальський конгрес і Комуністична партія почали політичну кампанію проти системи панчаятів, спираючись на підтримку населення долини Катманду і багатьох місцевостей у зоні тераїв і Малих Гімалаях. Всупереч забороні Руху за відновлення демократії, який об'єднав головні партії, демонстрації протесту продовжувалися протягом двох місяців. 6 квітня 1990 р. король Бірендра дав згоду на функціонування партій і відмовився від права на необмежену владу. Був сформований тимчасовий уряд на чолі з представником Непальського конгресу (НК) К. П. Бхаттараї, що включав також комуністів і борців за права людини. Два члени кабінету були названі королем. У червні 1990 р. Індія припинила свій 15-місячний конфлікт з Непалом, що призвів до закриття 13 з 15 прикордонних пропускних постів. Конституція 1990 р. передбачала підзвітність уряду парламенту. В результаті виборів 1991 р. кабінет міністрів був сформований з членів НК на чолі з Г. П. Коїрала. За підсумками виборчої кампанії 1994 р. був створений коаліційний уряд, який очолив лідер Комуністичної партії Ман Мохан Адхикарі. Він протримався з грудня 1994 по вересень 1995 р. На зміну йому прийшов коаліційний уряд, в якому головну роль відігравали члени НК.
Протягом 1990-х років у роботі коаліційних урядів брали участь чотири головні політичні партії країни — Непальський конгрес, Об'єднана марксистсько-ленінська партія (ОМЛП), Національна демократична партія (НДП) і Садбхавана Парішад («Збори доброї волі»). Кабінет міністрів, що діяв до грудня 1998 р., мав підтримку поміркованого НК і радикальної Марксистсько-ленінської партії, яка відкололася від ОМЛП в 1998 р. Міністри-члени МЛП подали у відставку 10 грудня 1998 р., і прем'єр Коїрала включився до переговорів з приводу формування нового коаліційного уряду. У березні 1999 в країні пройшли парламентські вибори.
Подальший розвиток Непалу характеризується слабкою економікою, високим рівнем безробіття і масовою неписемністю населення.
Стабільний політичний пейзаж Непалу було знищено в червні 2001 р. внаслідок знищення всієї королівської сім'ї, включаючи короля Бірендру — наслідного принца Діпендру. Громадянська війна знову прийшла в Катманду, була введена комендантська година, щоб придушити вуличне повстання. Принц Гіанендра, брат короля Бірендри, зійшов на трон, а по Непалу поширилася хвиля народних повстань.
Король Гіанендра, як вважатимуть, відіграє більшу роль, ніж його брат, попередній король Непалу, і намагається зробити палацові справи прозорішими. Однак йому буде непросто завоювати роль нового короля, позбутися підозри в участі у вбивстві королівської сім'ї на фоні великого числа фінансових і політичних проблем.
Боротьба маоїстів проти законного уряду Непалу принесла 1700 смертей за  шість років. Перший раунд мирних переговорів між бунтівниками й урядом мав місце в кінці серпня 2001, і перемир'я було оголошене. На початку вересня 2001 виник союз, що включає 10 лівих політичних партій, у тому числі маоїстських бунтівників.